# Zamach stanu w Surinamie (1980)
Surinamski zamach stanu z 1980 roku, zwykle nazywany zamachem sierżantów (niderl. De Seargentencoup) – wojskowy zamach stanu w Surinamie został przeprowadzony 25 lutego 1980, kiedy grupa 16 sierżantów (groep van zestien) Surinamskich Sił Zbrojnych (SKM) kierowanych przez Dési Boutersego przemocą obaliła rząd premiera Hencka Arrona.
Pucz ten stał się początkiem dyktatury wojskowej, która zdominowała Surinam od 1980 do 1991 roku. Dyktatura ta charakteryzowała się wieczorną godziną policyjną, brakiem wolności prasy, zakazem tworzenia partii politycznych (od 1985), ograniczeniem wolności zgromadzeń, wysokim poziomem korupcji rządowej i zbiorowymi egzekucjami przeciwników politycznych. 
Prezydent Johan Ferrier został ostatecznie zmuszony do wycofania się z urzędu w sierpniu 1980, a kilka miesięcy po zamachu stanu przeprowadzonym przez Bouterse'a większość władzy politycznej przekazano kierownictwu wojskowemu (juncie). Od tego czasu aż do 1988 tytularni prezydenci byli zasadniczo kontrolowani przez armię Boutersego, który rządził de facto jako dyktator, skupiając wokół siebie kilka ośrodków władzy.

## Grudniowe morderstwa i masakra w wiosce Moiwana
8 grudnia 1982 r. grupa piętnastu naukowców, dziennikarzy, prawników, przywódców związkowych i urzędników wojskowych, którzy sprzeciwiali się rządom wojskowym w Surinamie, została wyrwana z łóżek i przewieziona do Fort Zeelandia w Paramaribo, gdzie byli torturowani i ostatecznie zostali straceni przez żołnierzy Bouterse'a. Czternastu z nich było Surinamczykami, dziennikarz Frank Wijngaarde był obywatelem holenderskim. Wydarzenia te znane są jako grudniowe morderstwa. 
W 1986 r. żołnierze Bouterse'a zabili co najmniej 39 obywateli, głównie dzieci i kobiety z wioski Moiwana w ramach Surinamskiej Wojny Partyzanckiej, która toczyła się między żołnierzami Bouterse i Jungle Commando prowadzonymi przez Ronniego Brunswijka. 

## Przejście do rządów demokratycznych
W wyniku wyborów które odbyły się w 1987 r. przyjęto nową konstytucję, która między innymi pozwoliła Bouterse pozostać na czele armii. Jednak niezadowolony Bouterse obalił rząd 24 grudnia 1990 r. dokonując kolejnego przewrotu. To wydarzenie zyskało popularność jako „zamach telefoniczny”. W 1991 r. przeprowadzono w Surinamie kolejne wybory. W ich wyniku partia Nowy Front zyskała 41 z 51 miejsc w parlamencie a Ronald Venetiaan (zacięty przeciwnik Bouterse'a) został prezydentem. W 1996 r. Jules Wijdenbosch został wybrany na prezydenta Surinamu z ramienia Narodowej Partii Demokratycznej (NDP). W 2000 i 2005 r. Ronald Venetiaan został wybrany ponownie prezydentem Surinamu. Dési Bouterse powrócił do władzy w 2010 roku. 

## Święto narodowe
Po zostaniu prezydentem Surinamu, Bouterse wyznaczył na 25 lutego, (dzień przeprowadzenia zamachu stanu) święto narodowe. W dniu przewrotu żołnierze Boutersa spalili Centralną Komendę Policji w Surinamie. Pozostałości tego budynku stanowią obecnie pomnik rewolucji, przy którym co roku 25 lutego upamiętniany jest przewrót. 